# Wallanlage Heidengestied
Die Wallanlage Heidengestied ist eine abgegangene Höhenburg, vermutlich vom Typus einer Wallburg, auf dem Heidengestied etwa 1000 Meter nördlich von Raderach (Oberraderbach), einem heutigen Stadtteil von Friedrichshafen im Bodenseekreis in Baden-Württemberg.
Von der ehemaligen etwa 26 mal 34 Meter großen Befestigungsanlage, deren Örtlichkeit in älteren Flurkarten auch als „Herdengestäud“ bezeichnet wird, sind auf der südlichen Seite deutliche Wallreste und Vorgraben zu erkennen.